# 施咸荣
施咸荣（1927年4月11日—1993年5月18日），中国翻译家，曾用笔名方木、施映千，籍贯是浙江省鄞县。

## 生平
施咸荣在1953年毕业于北京大学西语系，同年8月到人民文学出版社外国文学编辑室工作，1981年调入中国社会科学院美国研究所，历任中国社会科学院美国研究所美国文化研究室主任、副所长、研究员。1993年因病去世，享年66岁。

## 著作
他留下的译作与著述约八百万字，其中有《莎士比亚和他的戏剧》、《美国文学简史》（合著）、《西风杂草》等论著；《最幸福的人》、《马戏团到了镇上》、《斯巴达克思》、《美国黑人短篇小说集》、《希腊悲剧故事》、《王冠上的宝石》、《麦田里的守望者》、《等待戈多》、《战争风云》、《富人，穷人》及《土生子》等；主持编辑并出版《莎士比亚全集》、《外国通俗文库》、《现代外国科幻小说选》等作品。

## 家庭
儿子：施亮。
女儿： 施英